# Vorderer Vogelsberg
Der Vordere Vogelsberg ist ein sich nordwestlich an den „eigentlichen“ Vogelsberg anschließender, 570 km² einnehmender Naturraum (Haupteinheit 349) in den mittelhessischen Landkreisen Gießen, Vogelsbergkreis und Marburg-Biedenkopf. Er besteht aus dem zentralen, bis 407 m hohen und mehr als die Hälfte seiner Fläche einnehmenden Höhenzug Lumda-Plateau, dem sich östlich anschließenden (Oberen) Ohmtal, dem Laubacher Hügelland im Süden und dem Gießener Landrücken im Südosten.
Namensgebend für das Lumda-Plateau ist sein zentraler, nach Westen zur Lahn fließender Fluss Lumda. Das Ohmtal ist nach der ebenfalls zur Lahn, jedoch in eher nordwestliche Richtungen fließenden Ohm benannt und umfasst auch diverse Nebentäler. Lediglich der äußerste Süden des Naturraumes, insbesondere der Großteil des Laubacher Hügellandes bei Laubach, entwässert über Wetter und Nidda zum Main.
Der Name Vorderer Vogelsberg ist insofern irreführend, als dieser Naturraum zum Westhessischen Berg- und Senkenland (Haupteinheitengruppe 34) gehört, während der sich in Ausläufern im Südosten anschließende, „eigentliche“ Vogelsberg zum Osthessischen Bergland (35) gezählt wird. Geologisch indes zieht sich die Basaltdecke seines Namensgebers bis weit in den Westen des Vorderen Vogelsberges.

## Geographie

### Lage
Das Lumda-Plateau liegt etwa 7 km nordöstlich von Gießen und 10 km südöstlich von Marburg. An seinen Rändern liegen unter anderem die Städte Staufenberg (im Westen), Grünberg (im Süden) und Homberg (Ohm) (im Nordosten).
Unmittelbar südlich hiervon schließen sich der Gießener Landrücken (östlich Gießens) und das Laubacher Hügelland (noch weiter östlich, bis Laubach) an.

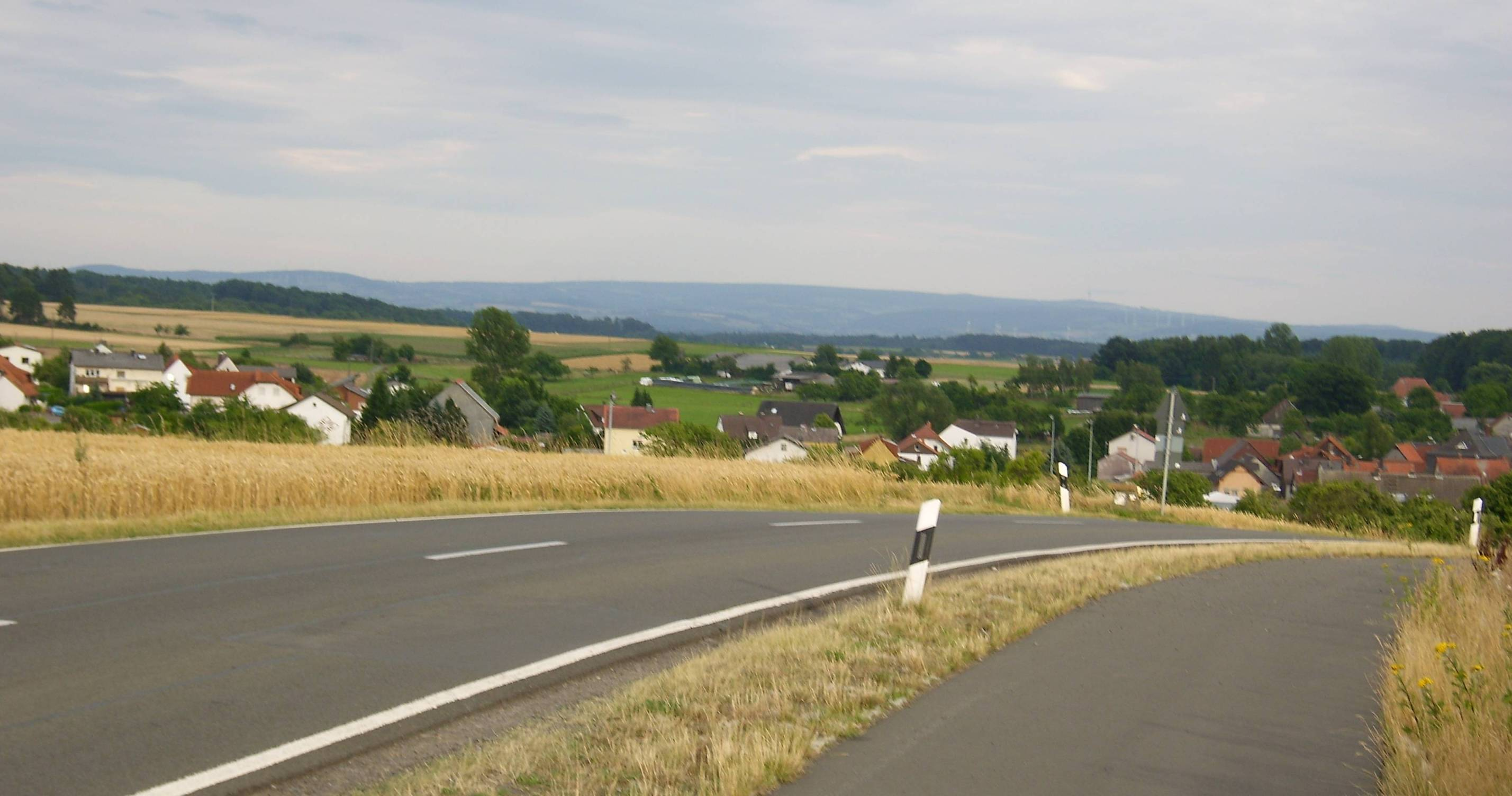
Blick vom Vorderen Vogelsberg zwischen Wermertshausen und Rüddingshausen zum „eigentlichen“ Vogelsberg (773 m)

Nördliche Begrenzung des Plateaus wie auch des gesamten Vorderen Vogelsberges ist das Amöneburger Becken; nordwestlich schließen sich hinter dem Unterlauf der Zwester Ohm die Lahnberge an. Im Westen wird der Naturraum durch das Marburg-Gießener Lahntal begrenzt, hinter der der Forst Krofdorf und, noch westlicher, der singuläre, 498 m hohe Dünsberg folgen, welche zum Gladenbacher Bergland zählen.
Südgrenze des Plateaus ist in etwa die Wieseck bzw. die sich unmittelbar südlich anschließende Lahn-Main-Wasserscheide, hinter der der Gießener Landrücken (im Südwesten) und das Laubacher Hügelland (im Süden) die Abflachung zur Wetterau einleiten. Das Laubacher Hügelland erstreckt sich nach Süden noch bis etwas jenseits der Wetter.
Im äußersten Südosten ragt ein kleiner Ausläufer des Plateaus bis östlich von Laubach, wo sich bereits der Untere Vogelsberg anschließt.
Im südlichen Osten ist der Ohm-Nebenfluss Seenbach, im Osten die Ohm selber Grenzfluss zum Unteren Vogelsberg. Auch in nördlichere Richtungen bleibt die Ohm Grenzfluss, nämlich bei Homberg (Ohm) zum zur Oberhessischen Schwelle gehörigen Nördlichen Vogelsberg-Vorland (im Nordosten).
Der namensgebende Fluss Lumda durchfließt das Plateau zentral in (Süd-)Ost/(Nord-)West-Richtung, bis er schließlich bei Lollar in die Lahn mündet.

### Mittelmeer-Mjösen-Zone
Der Vordere Vogelsberg bildet einen Riegel innerhalb der sogenannten Mittelmeer-Mjösen-Zone, einer Abfolge von Talsenken, die sich vom französischen Rhonetal über den Oberrheingraben, die Wetterau und das Gießener Becken zum Vorderen Vogelsberg zieht und nach Norden schließlich zum Amöneburger Becken, von dort über den Neustädter Sattel in die Westhessische Senke und weiter über den Leinegraben bis zum Oslograben verläuft.

### Städte und Gemeinden
Wichtige Orte auf dem Lumda-Plateau sind die Stadtteile von Staufenberg an der westlichen Nahtstelle zum Marburg-Gießener Lahntal, die Stadtteile von Allendorf im Westen, die Ortsteile Reiskirchens im Süden und die meisten Stadtteile von Grünberg im Südosten – alle Landkreis Gießen.

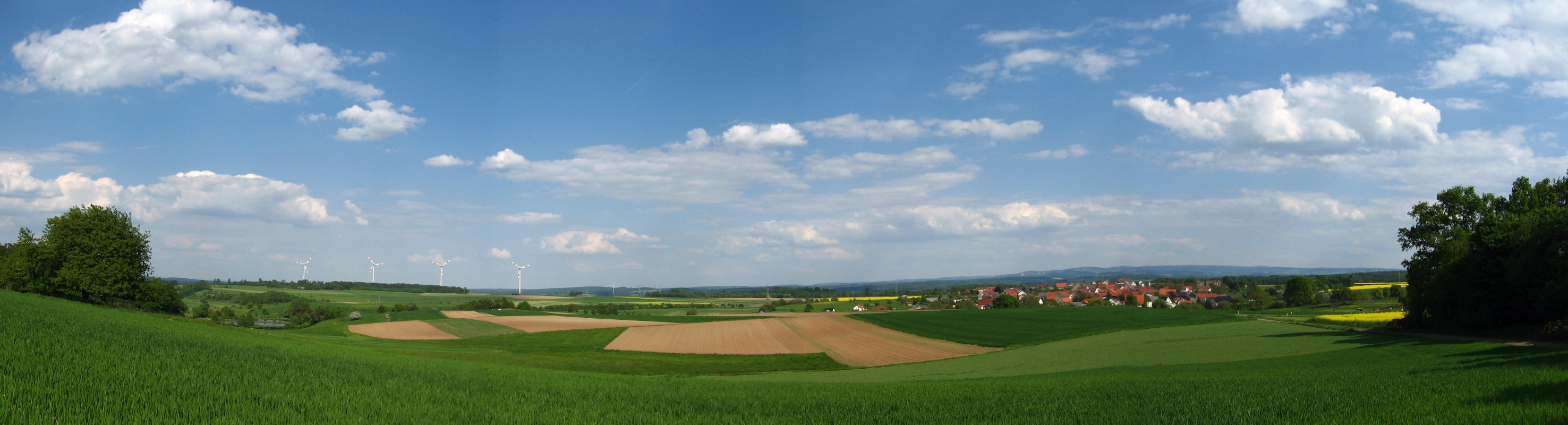
Blick auf Bernsfeld im Osten des Plateaus. Im Hintergrund rechts ist der Vogelsberg zu sehen

Hinzu kommen die westlichsten Ortsteile von Mücke (Atzenhain und Bernsfeld) im Südosten und die Homberger Ortsteile Bleidenrod, Büßfeld, Schadenbach, Deckenbach und Höingen im Nordosten (alle Vogelsbergkreis), denen sich im Norden die Ebsdorfergrund-Ortsteile Roßberg und Wermertshausen (Landkreis Marburg-Biedenkopf) anschließen.
Im Laubacher Hügelland liegen vor allem die Städte Laubach und Lich nebst Ortsteilen, auf dem Gießener Landrücken die östliche Agglomeration der Stadt Gießen mit Fernwald und dem Nordosten der Gemarkung Pohlheims – alle im Landkreis Gießen.
Im Ohmtal wiederum liegen die wichtigsten Ortsteile von Mücke und Gemünden (Felda), beide Vogelsbergkreis.

### Naturräumliche Gliederung
Der Vordere Vogelsberg gliedert sich wie folgt:
- 34 Westhessisches Berg- und Senkenland
  - 349 Vorderer Vogelsberg (568,38 km²)
    - 349.0 Lumda-Plateau (322,65 km²)
    - 349.1 Ohmtal (68,14 km²)
    - 349.2 Gießener Landrücken (92,20 km²)
    - 349.3 Laubacher Hügelland (85,39 km²)

Alle Teile des Naturraumes, auch die höher gelegenen, sind nur teilweise bewaldet und werden stark landwirtschaftlich genutzt.

### Flüsse
Die überwiegende Mehrheit aller auf dem Lumda-Plateau quellenden Flüsse entwässert über (von Nord nach Süd) Zwester Ohm, Lumda und Wieseck nach Westen in die Lahn. Im Süden jedoch werden ein Teil des Gießener Landrückens, der Großteil des Laubacher Hügellandes und der äußerste Südwest-Zipfel des Plateaus von der Lahn-Main-Wasserscheide passiert, sodass jenseits dieser Linie entspringende Flüsse, allen voran der Äschersbach, über die Wetter in die Nidda und schließlich in den Main entwässern. Dem gegenüber entwässern einige Flüsse im Nordosten über die grenznah fließende Ohm in die Lahn.
Die folgende Tabelle ist, der Fließrichtung von Ohm und Lahn folgend (und daher an der Wetter flussaufwärts), im Uhrzeigersinn geordnet und beginnt im Nordosten:

(Zur besseren Übersicht bzw. zur Sortierung flussabwärts sind in die DGKZ-Ziffern nach der 258 – Lahn, 2582 – Ohm und 2484 – Wetter Bindestriche eingefügt!):
| Flusssystem | Fluss              | DGKZ     | Länge [km] | Einzugsgebiet [km²] | Abfluss [l/s] | Nebenflüsse (flussabwärts geordnet) |
| ----------- | ------------------ | -------- | ---------- | ------------------- | ------------- | --- |
| Ohm         | Pferdsbach         | 2582-54  | 6,8        | 12,175              | 90,8          | |
| Ohm         | Schadenbach        | 2582-552 | 7,0        | 18,448              | 127,7         | - (l) Deckenbach (4,2 km, 8,422 km, 58,6 l/s) |
| Ohm         | Erfurtshäuser Bach | 2582-562 | 3,7        | 6,282               | 45,8          | |
| Ohm         | Rulfbach           | 2582-58  | 9,2        | 26,254              | 174,1         | - (r) Höinger Bach (5,8 km) |
| Lahn        | Zwester Ohm        | 258-334  | 20,0       | 69,481              | 405,2         | - (r) Wittelsberger Bach (4,0 km, 13,198 km², 62,2 l/s) |
| Lahn        | Lumda              | 258-36   | 30,0       | 131,552             | 950,4         | - (r) Atzenhainer Bach (2,4 km, 5,499 km², 46,6 l/s) - (l) Weidwiesengraben (3,8 km, 6,478 km², 55,1 l/s) - (r) Appenbörner Bach (6,9 km, 14,035 km², 117,6 l/s) - (r) Kesselbach (5,9 km, 6,896 km², 61,6 l/s) |
| Lahn        | Wieseck            | 258-38   | 24,3       | 119,719             | 663,5         | - (l) Mönchswiesengraben (3,0 km, 9,098 km², 40,8 l/s) - (r) Krebsbach (10,5 km, 23,770 km², 151,6 l/s) - (l) Bach von Annerod (7,2 km, 18,428 km², 87,5 l/s)                                                   |
| Wetter      | Albach             | 2484-36  | 6,8        | 16,785              | 61,5          | |
| Wetter      | Äschersbach        | 2484-2   | 13,6       | 42,855              | 325,3         | - (r) Jossoler (8,0 km, 14,677 km², 92,9 l/s) |
| Wetter      | Lauter             | 2484-14  | 7,0        | 13,585              | 126,2         | |
| Wetter      | Hirtenbach         | 2484-12  | 2,7        | 6,819               | 70,6          | |

### Berge
Das Lumda-Plateau hat seine höchsten Erhebungen im äußersten Norden, unmittelbar an der Nahtstelle zum Amöneburger Becken. Auch insgesamt ist der nördlich der Lumda gelegene Teil des Plateaus im Durchschnitt höher. Am Lehnheimer Pass auf etwa 290 m über NHN (Lage) treffen das bis 406,8 m hohe nördliche Plateau, das bis etwa 345 m hohe südliche Plateau und der in sich eigenständige Südostausläufer mit dem Süßekopf (350,3 m) aufeinander.
Deutlich geringere Höhen von maximal 284,4 m erreicht der durch die Talungen der Wieseck und der über den Äschersbach und die Wetter zum Main Jossoler abgetrennte, flachwellige Gießener Landrücken. Die Hügel des komplett zur Wetter entwässernden Laubacher Hügellandes werden durch diesen in zwei Segmente geteilt und erreichen maximal 253,6 m.

#### Liste
Nachfolgend sind die wichtigsten und bekanntesten Berge und Hügel des Vorderen Vogelsbergs aufgeführt; dezimetergenaue Angaben entsprechen aktuellen (Stand April 2023) topographischen Karten, ungefähre Angaben beziehen sich auf ältere Angaben zu Gipfeln, die aktuell nicht verzeichnet sind, wobei die Höhen der Scharten stets nach Höhenlinien ermittelt wurden und nicht immer metergenau sind:

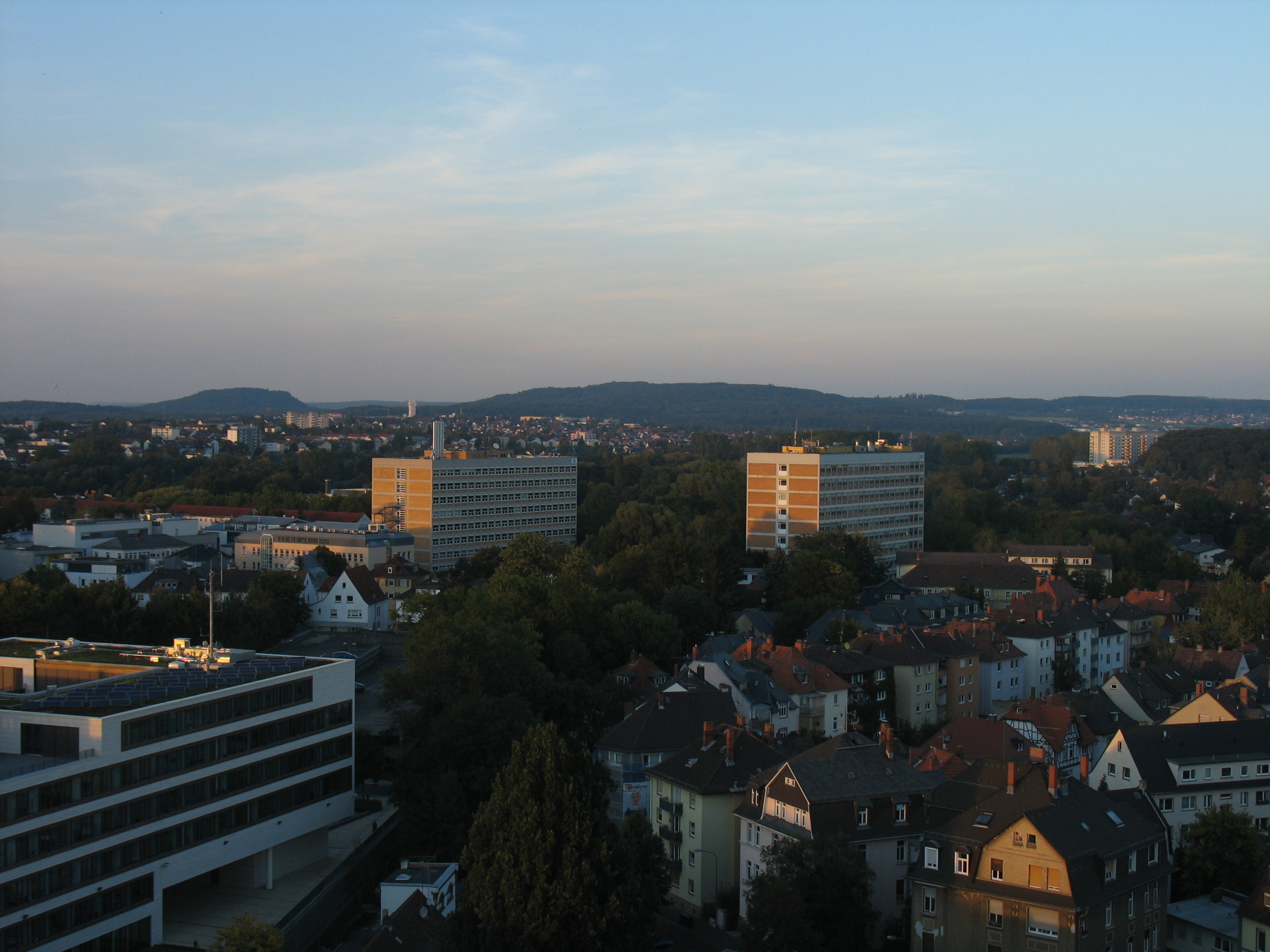
Hangelstein (Bildmitte) und Lollarkopf (links) vom Gießener Hochhaus aus

- Mardorfer Kuppe (406,8 m; Lage) – äußerster (östlicher) Norden des Nordteils, am Nordosthang zum Amöneburger Becken; südwestlich Erfurtshausens, Gemarkung Mardorf, am Westhang Windpark Roßdorf (alle Amöneburg, MR); Scharte zum Vogelsberg auf ca. 287 m südöstlich des Abtsteichs, nordöstlich von Lehnheim (Lage)
- Leidenhöfer Kopf (393,4 m; Lage) – Nordwesten des Nordteils, am Nordhang zum Amöneburger Becken; südlich Leidenhofens (Ebsdorfergrund, MR), Wasserscheide Lumds/Zwester Ohm; Scharte zur Mardorfer Kuppe auf ca. 351 m[8] westlich von Wermertshausen (Lage)
- Sennberg (383,1 m; Lage) – äußerster (westlicher) Norden des Nordteils, am nördlichen Abfall zum Amöneburger Becken; nordwestlich von und Westseite Gemarkung Dreihausen, Nordostseite Gemarkung Rauischholzhausen (je Ebsdorfergrund, MR), Basaltwerk Dreihausen am Westhang; Scharte zu Mardorfer Kuppe oder Leidenhöfer Kopf auf etwa 338 m unmittelbar südöstlich des Bergs (Lage)
- Kehrenberg / Neue Heege (ca. 383 m; Lage)[9] – Gipfel um 383 m sowohl an der Gemarkungsgrenze Dreihausen/Roßberg (Ebsdorfergrund, MR) als auch auf Nordecker Gemarkung (Allendorf, GI), rund 2 km östlich davon ein Gipfel von etwa 375 m auf Gemarkung Roßberg, aber unmittelbar westlich Wermertshausens; Scharte zum Leidenhöfer Kopf auf ca. 352 m[10] an der Kreisgrenze auf der Straße Leidenhofen–Winnen (Lage)
- Wasserscheidepunkt Lumda/Ohm/Zwester Ohm (ca. 378 m;[11] Lage) – nordöstlich von Rüddingshausen (Rabenau, GI), Windpark am Südosthang; nordwestliche Vor-Gipfel sind die kaum niedrigeren Lichtenberg (gut 375 m) und Hattenberg (gut 370 m), beide Gemarkung Roßberg, Letzterer unmittelbarer Nachbar des Sennbergs; Scharte zur Mardorfer Kuppe auf etwa 353 m an der Kreisstraße Deckenbach–Höingen, Homberg, VB (Lage)
- Noll (371,1 m; Lage) – Südosten des Nordteils; südwestlich von und Gemarkung Weitershain (Grünberg, GI), Windkraftanlage am Westhang (größtenteils Gemarkung Geilshausen, Rabenau, GI); Scharte zum Wasserscheidepunkt auf etwa 324 m unmittelbar östlich (Lage)
- Totenberg (357,5 m; Lage) – Westen; nördlich von und Gemarkung Treis (Staufenberg, GI), Basaltwerk am Osthang Gemarkung Allendorf (GI); Scharte zum Leidenhöfer Kopf auf etwa 292 m unmittelbar nördlich (Lage)
- Süßekopf (350,3 m; Lage) – äußerster (Süd-)Südost-Ausläufer am Übergang zum eigentlichen Vogelsberg; Lahn-Main-Wasserscheide; nordöstlich Laubachs (GI), Gemarkung Weickartshain (Grünberg, GI); Scharte zum Wintersberg im Vogelsberg auf etwa 300 m an der B 276 südlich von Freienseen (Lage)
- Bobenhäuser Kopf (am Nordgipfel ca. 349 m,[12] Lage) – nördlicher Hauptgipfel des Süßekopf-Massivs, östlich von und Gemarkung Grünberg (GI), namentlicher Bobenhäuser Kopf ist 900 m südlich, durch Landesstraße Grünberg–Weickartshain abgetrennt; Scharte zum Süßekopf auf etwa 298 m südlich von Weickartshain (Lage)
- Streitkopf (ca. 345 m;[13] Lage) – höchster Berg des Südteils; Waldname „Aspenstrauch“, am Nordfuß liegt die Siedlung „Am Streitkopf“; Südosten der Gemarkung Treis (Staufenberg, GI); Scharte zum Süßekopf-Massiv auf ca. 288 m im Norden von Grünberg (Lage)
- Köppel (342,7 m; Lage) – Osten des Südteils, südlich von und Gemarkung Allertshausen, Rabenau, GI; Scharte zum Streitkopf auf etwa 294 m (Lage)
- Herrmannsberg (ca. 337 m;[14] Lage) – Nordosten des Nordteils; südlich von und Gemarkung Homberg (VB)
- Bruchberg/Wachthübel (ca. 332 m;[15] Lage) – östlicher Randhügel des Nord-Plateaus zum Ohmtal nordöstlich von und Gemarkung Bernsfeld (Mücke, GI); am gerodeten Ostgipfel Wachthübel (328,8 m, Gemarkung Bleidenrod, Burg Gemünden, VB) Windkraftanlagen
- Kratzberg (ca. 326 m;[16] Lage) – östlicher Randhügel des Nord-Plateaus zwischen Lumdaquelle und Ohmtal südwestlich von und Gemarkung Nieder-Ohmen; Windpark zieht sich, auf Gemarkung Atzenhain (Mücke, GI), von hier nach Nordwesten bis zur A 5 (Hohe Linde, gut 330 m)
- Flensunger Kopf (323,6 m; Lage) – Nordostausläufer des Süßekopf-Massivs zum Ohmtal (hier: Seenbach), südwestlich von und Gemarkung Flensungen (Mücke, GI); Scharte zum Bobenhäuser Kopf auf etwa 297 m unmittelbar südwestlich
- Hangelstein (304,9 m; Lage) – äußerster Westen des Südteils, nah dem Gießener Nordkreuz; botanisch interessant; nordöstlich von und Gemarkung Wieseck (Gießen, GI); Scharte zum Massiv des Streitkopfs auf etwa 259 m an der Landesstraße Daubringen–Alten-Buseck (Lage)
- Anneberg (284,4 m; Lage) – zentraler Gießener Landrücken südöstlich von und Gemarkung Gießen; an der 280,8 m hohen Südwestkuppe Kloster Schiffenberg, am Nordsporn das NSG Hohe Warte; Scharte zum Obersteinberg (287,6 m, Großenlindener Hügelland) auf etwa 227 m südöstlich von Garbenteich (Lage)
- Kernberg (282,0 m; Lage) – Nordrand Gießener Landrücken, südwestlich von und Gemarkung Großen-Buseck (Buseck, GI)
- Lollarkopf (280,9 m; Lage) – äußerster Nordwesten des Südteils, nordwestlich des Hangelstein; südöstlich von und Gemarkung Lollar (GI); Scharte zum Hangelstein an der Landesstraße Daubringen–Wieseck auf etwa 196 m (Lage)
- Buchwald (ca. 271 m;[17] Lage) – Randberg eines sich vom Südosten des Südplateaus bei Grünberg zungenartig nach Westen ziehenden Ausläufers südlich der Wieseck; unmittelbar südöstlich von und Gemarkung Reiskirchen (GI)
- Staufenberg (ca. 268 m;[18] Lage) – äußerster Südwesten des Nordteils, Buntsandstein; Burg Staufenberg, AT; Stadt Staufenberg (GI)
- Münsterer Berg (253,6 m, Lage) – Nordflügel Laubacher Hügelland südlich von und Gemarkung Queckborn (Grünberg, GI)
- Roth (246,6 m; Lage) – Südflügel Laubacher Hügelland südwestlich von und Gemarkung Wetterfeld (Laubach, GI)
- Hardwald (ca. 233 m;[19] Lage) – östlicher Randhügel des Gießener Landrückens,[20] südlich von Ettingshausen (Reiskirchen, GI)
- Häuserkopf (225,5 m; Lage) – südwestlicher Randhügel des Laubacher Hügellandes (Südflügel), östlich von und Gemarkung Lich (GI)

#### Hauptberge
Die Skyline des Nord-Plateaus wird deutlich von Mardorfer Kuppe, Sennberg und Leidenhöfer Kopf geprägt, wobei die Mardorfer Kuppe mit einer Dominanz von 17,8 km und einer Prominenz von 120 m einer der eigenständigsten Erhebungen Hessens ist, während die beiden anderen Genannten mit Prominenzen von 42 und 45 m nur mäßig hervorgehoben sind, jedoch Dominanzen von immerhin 3,2 bzw. gar 8,5 km aufweisen (je zur Mardorfer Kuppe). Zwischen Mardorfer Kuppe und Leidenhöfer Kopf kann man diverse weitere Gipfel über 370 m Höhe erwandern (alle außer dem Sennberg und dem Noll), ohne die 350 m-Höhenlinie zu unterschreiten. Nach Osten und Süden sinken die Höhen eher in Stufen, jedoch sind die Massive von Totenberg im Westen (Dominanz 1,6 km, Prominenz 65 m) und Noll im Süden (Dominanz 4,8 km, Prominenz 47 m) merklich eigenständig.
Der Hauptberg des Süd-Plateaus, der Streitkopf, verfügt über eine Dominanz von 3,2 km (zum Totenberg) und eine Prominenz von 57 m, der Köppel im größeren Ostteil des Südplateaus kommt auf 3,1 km (zum Streitkopf) und 49 m. Deutlich abgetrennt sind der westliche Vorposten Hangelstein mit 3,8 km Dominanz bei 46 m Prominenz sowie sein nordwestlicher Vorposten Lollarkopf mit zwar nur gut 1,3 km Dominanz, aber stolzen 85 m Prominenz.
Im Südostplateau kommt der Süßekopf auf eine Dominanz von 3,3 km und eine Prominenz von 50 m, jeweils zum eigentlichen Vogelsberg (Dominanz zur Platte Rödern), der Bobenhäuser Kopf im Nordteil dieses Plateaus kommt sogar auf 4,3 km und 51 m (jeweils zum Süßekopf). Der Gießener Landrücken an sich bzw. der Anneberg bringt es auf 5,3 km Dominanz und 57 m Prominenz (jeweils zum Obersteinberg).

Blick vom Frauenberg auf den fast genau gleich hohen Sennberg-Rücken (bis 383 m). Mittig lugen die mit 405,1 m und 406,8 m nur minimal höheren Gipfel der Mardorfer Kuppe (etwas dunkler) hervor. Links im fernen Hintergrund der 592 m hohe Rimberg, rechts in ebendem der Hohe Vogelsberg (bis 773 m).